# 브룩 새치웰
브룩 새치웰(Brooke Satchwell, 1980년 11월 14일 ~ )은 오스트레일리아의 배우, 모델이다.

## 출연 작품
- 포커 페이스 (2022) - 니콜 폴리 역
- 왓 이프 잇 웍스? (2017)
- 라디오 사무라이 (2002)